# Historia del uniforme del Liverpool Football Club
La Indumentaria del Liverpool Football Club es la equipación deportiva utilizada por los jugadores «Reds», tanto en competencias nacionales como internacionales.
La vestimenta titular histórica usada por el club consta de camiseta roja, pantalón rojo y medias rojas, la cual ha sufrido leves cambios de diseños.
La vestimenta alternativa ha tenido varios colores como diseños, actualmente se compone de camiseta púrpura, pantalón púrpura y medias púrpuras.

## Historia
Durante gran parte de su historia, el Liverpool utilizó una indumentaria totalmente de color roja, pero ha tenido distintas versiones antes de adoptar el modelo actual.
En sus años fundacionales, el uniforme era similar al utilizado por el Everton. Sin embargo, cayó en desuso en 1894, cuando el club adoptó el rojo como color principal. Se considera al rojo como un símbolo de la ciudad de Liverpool. El Liverbird —otro símbolo de la ciudad, en este caso, un pájaro— fue incorporado en el escudo del club en 1901; no obstante, su inclusión en el kit se dio en 1955. El equipamiento completo tras los primeros cambios constaba de camiseta roja y pantalón y medias blancas.
Bill Shankly, entrenador del equipo en ese entonces, propuso que sus jugadores vistieran totalmente de rojo para «darles la apariencia de diablos» y que así «infundieran temor a sus rivales». Liverpool jugó totalmente de rojo por primera vez ante el Anderlecht belga en el marco de la segunda ronda de la Copa de Europa 1964-65.

## Local
| 1892–96 | 1896–02 | 1902–07 | 1907–10 | 1910–31 | 1931–32 | 1932–34 | 1934–36 | 1936–46 |

| 1946–47 | 1947–56 | 1956–59 | 1959–65 | 1965–76 | 1976–82 | 1982–85 | 1985–87 | 1987–91 |

| 1991–93 | 1993–95 | 1995–96 | 1996–98 | 1998–2000 | 2000–02 | 2001–03 | 2002–04 | 2004–06 |

| 2005–06 | 2006–08 | 2008–10 | 2010–12 | 2012–13 | 2013–14 | 2014–15 | 2015–16 | 2016–17 |

| 2017–18 | 2018–19 | 2019–20 | 2020-21 | 2021-22 | 2022-23 | 2023-24 | 2024-25 | 2025-26 |

## Visita
| 1892–96 | 1896–97 | 1900–06 | 1906–07 | 1909–11 | 1911–22 | 1922–23 | 1923–24 | 1924–31 |

| 1931–38 | 1938–57 | 1957–64 | 1964–68 | 1968–70 | 1972–73 | 1975–76 | 1976–82 | 1982–85 |

| 1985–86 | 1986–87 | 1987–91 | 1991–93 |  | 1993–95 | 1995–96 | 1996–97 | 1997–98 | 1998–99 |

| 1999–00 | 2000–01 | 2001–02 | 2002–03 | 2003–04 |  | 2004–05 | 2005–06 | 2006–07 | 2007–08 |

| 2008–09 | 2009–10 | 2010–11 | 2011–12 | 2012–13 | 2013–14 | 2014–15 | 2015–16 | 2016–17 |

| 2017–18 | 2018–19 | 2019-20 | 2020-21 | 2021-22 | 2022-23 | 2023-24 | 2024-25 | 2025-26 |

## Alternativa
| 1913–14 | 1937–38 | 1966–67 | 1979–81 | 1981–82 | 1985–87 | 1987–90 | 1994–96 | 1998–99 |

| 1999–00 | 2000–01 | 2001–02 | 2002–03 | 2003–04 | 2004–05 | 2005–06 | 2006–07 | 2007–08 |

| 2008–09 | 2009–10 | 2010–11 | 2011–12 | 2012–13 | 2013–14 | 2014–15 | 2015–16 | 2016–17 |

| 2017–18 | 2018–19 | 2019–20 | 2020-21 | 2021-22 | 2022-23 | 2023-24 | 2024-25 |

## Patrocinio
La siguiente tabla detalla la cronología de las marcas de las indumentarias y los patrocinadores del Liverpool.
| Período   | Proveedor | Patrocinador |
| --------- | --------- | ------------ |
| 1973–1979 | Umbro     | Ninguno      |
| 1979–1982 | Umbro     |              |
| 1982–1985 | Umbro     |              |
| 1985–1988 |           |              |
| 1988–1992 | Candy     |              |
| 1992–1996 |           |              |
| 1996–2006 |           |              |
| 2006–2010 |           |              |
| 2010–2012 |           |              |
| 2012–2015 |           |              |
| 2015–2020 |           |              |
| 2020–2025 |           |              |
| 2025–     |           |              |